# Goryō
Los goryō (御霊goryō?) son fantasmas provenientes de la mitología japonesa, cuyo nombre se descompone en 2 kanji: go (御?   que significa honorable), y ryō (霊?   que hace referencia a un fantasma o espíritu). Los goryō son los vengativos fantasmas de aristócratas, especialmente, de aquellos que fueron martirizados en vida. Fueron muy comunes en el período Heian. La creencia popular dice que son capaces de realizar venganzas catastróficas, desde destrucción de cadáveres, hasta la invocación de tifones y terremotos.

## Tenjin
Tenjin es un ejemplo de goryō. Tenjin es un dios sintoista, el cual, en vida, fue el gobernador del clan Fujiwara, conocido como Sugawara no Michizane. Fue asesinado en un complot ideado por otro miembro del clan Fujiwara. Inmediatamente después de este suceso, la capital fue azotada por fuertes lluvias y tormentas con relámpagos. Varias personas influyentes del clan Fujiwara murieron mientras el fuego causado por los rayos y las inundaciones causadas por la lluvia destrozaban sus residencias. La corte sobreviviente atribuyó lo sucedido al espíritu furiosos de Michizane. El emperador, para aplacar al furioso espíritu, ordenó que se restaurara el lugar donde el vivía y que se quemaran las órdenes de exilio. Se le puso el nombre de Tenjin, que significa "Dios de los Cielos". Fue construido un altar en Kitano, el cual fue considerado el altar "oficial" más importante.
- Datos: Q3273210